# Суперкубок Туркменістану з футболу 2014
Суперкубок Туркменістану з футболу 2014  — 9-й розіграш турніру. Матч відбувся 1 березня 2014 року між чемпіоном Туркменістану клубом МТТУ та володарем кубка Туркменістану клубом Ахал.
| Володар Суперкубка Туркменістану 2014 |
| ------------------------------------- |
|                                       |
| Ахал Перший титул                     |

## Матч

### Деталі
| 1 березня 2014 |

| МТТУ              | 2:4 | Ахал                                           |
| ----------------- | --- | ---------------------------------------------- |
| Мухамедов 9', 41' |     | Атаєв 17' Гельдиєв 35' Чонкаєв 55' Гурбані 84' |

| Ашгабат, Ашгабат Глядачів: 3 000 Арбітр: Чаримурад Курбанов |